# Присадибна земельна ділянка

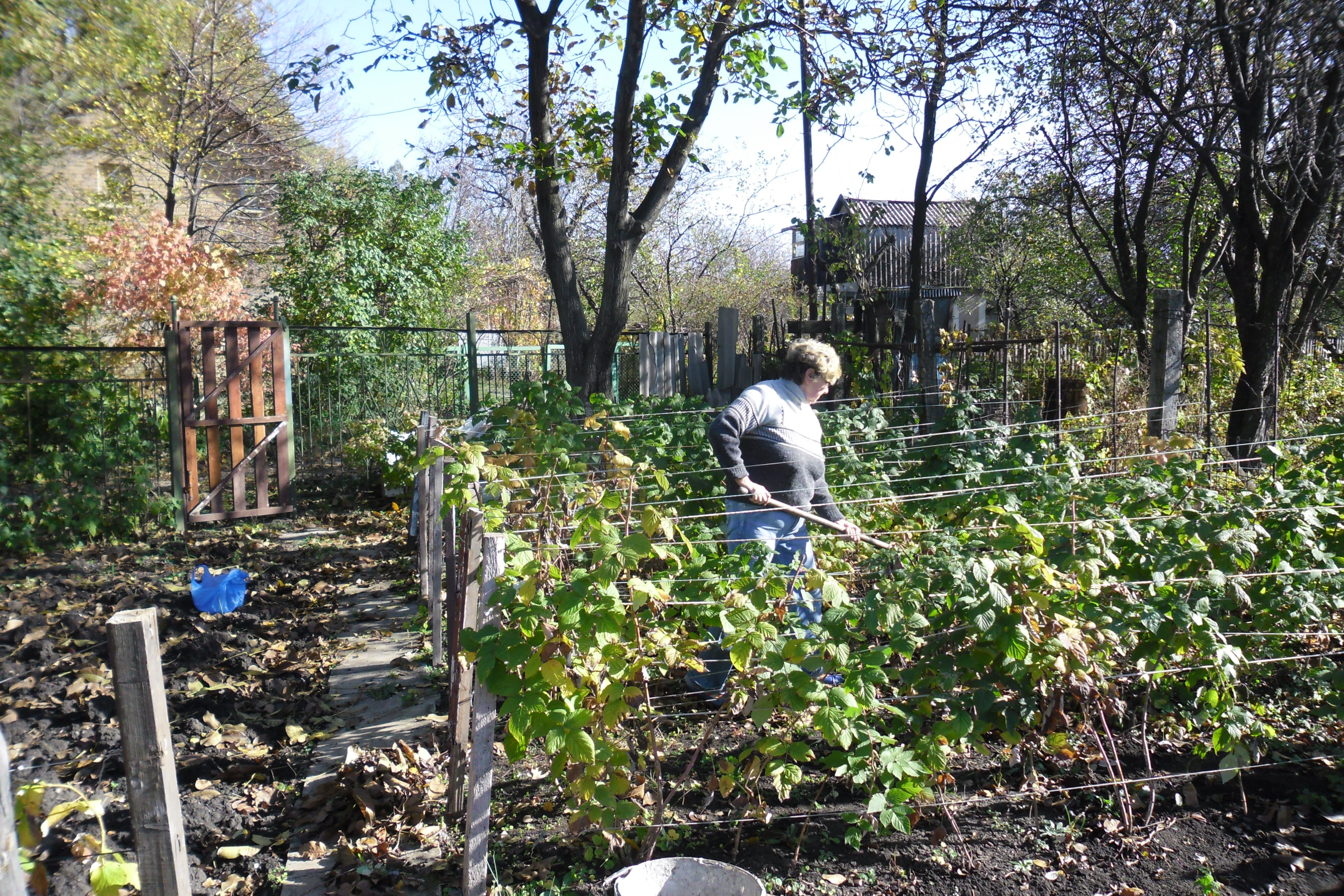
Присадибна земельна ділянка. Городні роботи.

Присади́бна земе́льна діля́нка — надана громадянинові для будівництва і обслуговування жилого будинку і господарських будівель. Обмежована земельна ділянка (яка забезпечена виїздом на вулицю, провулок тощо), на якій розміщені житловий будинок, господарські будівлі та споруди, сад, город тощо. За правовим статусом належить до земельної ділянки для будівництва та обслуговування житлового будинку. Відповідно до чинного законодавства надається безплатно у приватну власність. Розміри земельної ділянки котра може бути передана безплатно у приватну власність визначаються відповідно до ст 121 Земельного Кодексу України.
Також у разі набуття права власності на жилий будинок, до особи, яка набула права власності на нього, переходить і право власності на земельну ділянку, на якій розміщений даний будинок. (ст.120 ЗКУ).